# Poligenismo
Poligenismo é uma teoria sobre as origens dos humanos que postula a existência de diferentes linhagens para as raças humanas. Alguns dos seus defensores derivam os seus postulados a partir de bases científicas e outros de bases pseudocientíficas ou religiosas. A teoria opõe-se à hipótese da origem única, ou monogenismo, hoje com forte aceitação face aos resultados genéticos obtidos da análise do genoma humano.